# Forstater contra el Centro para el Desarrollo Global de Europa
Forstater v Center for Global Development Europe es un caso de empleo y discriminación en el Reino Unido presentado por Maya Forstater contra el Centro para el Desarrollo Global (CGD).   El Tribunal de Apelación Laboral decidió que las opiniones críticas con respecto al género pueden protegerse como creencia en virtud de la Ley de Igualdad de 2010 . El tribunal aclaró además que este hallazgo no significa que las personas con creencias críticas de género puedan expresarlas de una manera que discrimine a las personas trans.
En 2019, el contrato de consultoría de Forstater para CGD no se renovó después de que ella publicara una serie de mensajes en las redes sociales que describían a las mujeres transgénero como hombres durante el discurso en línea sobre posibles reformas a la Ley de Reconocimiento de Género, lo que generó preocupaciones por parte del personal de CGD. Forstater impugnó la no renovación de su contrato ante el Tribunal Laboral del Centro de Londres. En diciembre de 2019, se llevó a cabo una audiencia preliminar para establecer si las creencias de Forstater calificaban como creencias protegidas bajo la Ley de Igualdad de 2010. La jueza laboral Tayler dictaminó que no calificaban y afirmó que sus puntos de vista críticos con el género eran "incompatibles con la dignidad humana y los derechos fundamentales de los demás".
Forstater apeló y la apelación fue escuchada por el Tribunal de Apelación Laboral en abril de 2021. La decisión fue reservada, y la decisión a su favor se publicó el 10 de junio de 2021. Al igual que con la audiencia original, la apelación se centró en la cuestión limitada de si sus creencias estaban protegidas por la Ley de Igualdad. El Tribunal de Apelaciones Laborales encontró que las creencias de Forstater estaban protegidas, cumpliendo con el requisito final en Grainger plc v Nicholson, específicamente que eran "dignos de respeto en una sociedad democrática". En una audiencia de fondo completa posterior, el Tribunal Laboral confirmó el caso de Forstater al concluir que había sufrido discriminación directa sobre la base de sus creencias críticas de género. La sentencia de reparación se dictó en junio de 2023, y otorgó a Forstater  una indemnización de 91.500 libras esterlinas por lucro cesante, daño a los sentimientos y daños agravados, con 14.900 libras esterlinas adicionales añadidas como intereses.

## Trasfondo
Forstater, experto en impuestos e investigador sobre negocios sostenibles y desarrollo internacional, fue contratado en enero de 2015 por CGD, un grupo de expertos sobre desarrollo internacional, como miembro visitante. Forstater ha publicado investigaciones académicas sobre responsabilidad corporativa y flujos financieros ilícitos por parte de la Organización de las Naciones Unidas para el Desarrollo Industrial y el Chr. Instituto Michelsen. Anteriormente también fue investigadora de la Investigación del Programa de las Naciones Unidas para el Medio Ambiente sobre; El Diseño de un Sistema Financiero Sostenible.
En septiembre de 2018, Forstater compartió una serie de mensajes en su cuenta personal de Twitter . También tuvo una conversación privada con un miembro del personal que quería hablar sobre el tema en Slack . Argumentó que no es posible cambiar de sexo, que "mujer" significa una mujer humana adulta y que los hombres no pueden convertirse en mujeres, mientras discutía posibles cambios en la Ley de Reconocimiento de Género que habrían permitido obtener un Certificado de Reconocimiento de Género sobre la base de autoidentificación. Los miembros del personal de la oficina de Washington D. C. de CGD expresaron su preocupación, lo que condujo a una investigación. En diciembre de 2018 expiró su contrato y CGD decidió no renovarlo debido a sus puntos de vista, lo que llevó a Forstater a demandar a CGD por discriminación directa e indirecta por creencias, discriminación sexual indirecta y victimización.

## Juicio
Del 13 al 21 de noviembre de 2019, se celebraron audiencias preliminares en el Tribunal Laboral del Centro de Londres.  La pregunta antes de la audiencia era si la opinión de Forstater de que "el sexo es biológico, binario, inmutable e importante" estaba cubierta por la característica protegida "religión y creencia" bajo la sección 10 de la Ley de Igualdad. Forstater pagó por su representación legal a través de una recaudación de fondos colaborativa, recaudando más de £120,000. Forstater afirmó que ella "respetó los pronombres y los derechos a la libertad de expresión de las personas", pero "hacer cumplir el dogma de que las mujeres trans son mujeres es totalitario".
Los mensajes compartidos por Forstater en las redes sociales se presentaron en la corte como prueba. Esto incluyó mensajes en su cuenta personal de Twitter donde compartió su oposición a los cambios propuestos a la Ley de Reconocimiento de Género y afirmó que "los hombres no pueden convertirse en mujeres". También describió a Pippa Bunce, quien se identifica como "género fluido" y como esposo y padre, y ganó un premio a la Empresaria Ejecutiva del Año, como "un hombre con vestido".
El 19 de diciembre de 2019 se publicó una sentencia de 26 páginas en la que se determinaba que su punto de vista era "incompatible con la dignidad humana y los derechos fundamentales de los demás" y, por lo tanto, no gozaba de protección en virtud de la Ley de Igualdad. El juez Tayler encontró que las creencias "absolutistas" de Forstater satisfacían las primeras cuatro partes de Grainger plc v Nicholson (2009) con algunas reservas sobre su "contundencia y coherencia". Encontró que reprobó la quinta parte, porque no era "digno de respeto en una sociedad democrática".
Al perder el caso, Forstater afirmó que la sentencia "elimina los derechos de la mujer y el derecho a la libertad de creencia y expresión". Apeló la sentencia, que fue vista por el Tribunal de Apelación Laboral durante dos días, el 27 y 28 de abril de 2021. La sentencia a su favor fue dictada el 10 de junio de 2021.
Louise Rea, abogada de Bates Wells que asesoró a CGD, declaró que el juez Tayler había "observado que el demandante no tenía derecho a ignorar los derechos legales de una persona que ha hecho la transición de hombre a mujer o viceversa" y que "es el hecho que su creencia implica necesariamente violar la dignidad de los demás, lo que significa que no está protegida por la Ley de Igualdad".
En enero de 2021, el abogado internacional de derechos humanos Robert Wintemute criticó la sentencia, en un artículo publicado en Industrial Law Journal . Argumentó que el Tribunal Laboral había "fundido una acción dañina hipotética (especulativa, futura) con la creencia de M Forstater", a pesar de la falta de evidencia de que Forstater haya tomado tal acción, o cualquier evidencia de su intención de hacerlo en el futuro, concluyendo que si el Tribunal Laboral no hubiera combinado los dos, "habría concluido que su creencia es 'digno de respeto en una sociedad democrática'". Además, argumentó que el Tribunal Laboral "cometió un error de derecho", al ampliar el quinto criterio de Grainger para incluir "cualquier creencia de que algunas personas podrían encontrar 'ofensiva' y, por lo tanto, considerar acoso".
Paul Johnson, profesor de sociología de la Universidad de York, escribió en febrero de 2020 que consideraba que la sentencia "parece reflejar la jurisprudencia establecida del Tribunal Europeo de Derechos Humanos", comentando además que si bien Forstater puede haber estado protegido por el artículo 10 del Convenio Europeo de Derechos Humanos que no condujo necesariamente a la protección como creencia filosófica. Argumentó que proteger su creencia "no se ajustaría al principio de que una creencia no puede calificar para protección si es incompatible con la dignidad humana y en conflicto con los derechos fundamentales de los demás".
Alex Benn and Cormac Devlin escribiendo para Oxford Human Rights Hub in marzo 2020, consideraron que la jueza había actuado correctamente, que el juzgado había actuado correctamente y que la corte de apelación estaba incorrectamente desestimando el juicio inicial. Ellos sentían que "la creencia de que la demandante buscaba aprovechar las desventajas sufridas por las personas trans por lo que resultaba descalificada de la protección simétrica establecida en la Ley de Igualdad".
Escribiendo para el blog de la Facultad de Derecho de la UCL Derecho Laboral del Reino Unido, Amir Paz-Fuchs, profesor de derecho y justicia social en la Universidad de Sussex, argumentó que "el derecho a la privacidad y el derecho a la libertad de expresión deberían haber estado al frente y al centro de la análisis" en este caso. Al hacer referencia al hecho de que no había evidencia o afirmación de que Forstater atacó a colegas, junto con evidencia de que ella respetaría la identidad y los pronombres de las personas en un entorno profesional, significaba que la sentencia había violado su derecho a la privacidad en el sentido de que "ella es sancionada por sus creencias, y no por la manifestación de esas creencias", lo cual no era relevante para su papel como empleada. Karon Monaghan QC, escribiendo para el mismo sitio, argumentó que era poco probable que se mantuviera la decisión en apelación, considerando que la sentencia iba más allá del alcance de las cuestiones bajo consideración. Además, cuestionó la idea de que la naturaleza "absolutista" de las creencias de Forstater negara su protección, citando la protección de otras creencias, tanto políticas como religiosas.
En un artículo publicado en marzo de 2021 en el Journal of Philosophy of Education, Judith Suissa y Alice Sullivan se refirieron al caso de Forstater como un ejemplo de mujeres que "enfrentan campañas de acoso, incluidos intentos de despido" por discutir los derechos de las mujeres y las niñas. y los conflictos potenciales que esto puede tener con las campañas por los derechos de las personas transgénero.
La directora ejecutiva de Index on Censorship, Jodi Ginsberg, declaró antes de la audiencia que "no veo que Maya haya hecho nada malo más que expresar una opinión que comparten muchas feministas: que debería haber un debate público y abierto sobre la distinción entre sexo y género". ". Index recibió permiso para intervenir en la audiencia de apelación de Forstater para abordar puntos legales relacionados con el derecho a la libertad de expresión y de creencias. La Comisión de Igualdad y Derechos Humanos también recibió autorización para intervenir en la apelación, afirmando que su posición era que las opiniones de Forstater eran "una creencia filosófica que está protegida por la Ley de Igualdad".

## Apelación
En junio de 2021, un Tribunal de Apelación Laboral dictaminó que las creencias de Forstater estaban cubiertas por la característica de creencias protegidas en el sentido de la Ley de Igualdad. Esto anuló la conclusión del tribunal anterior que sostuvo que, según los criterios de Grainger, las opiniones de Forstater no estaban cubiertas por la Ley de Igualdad. Al igual que en la audiencia original, el tribunal de apelación no se pronunció sobre los méritos sustantivos del caso. La apelación se permitió después de que el tribunal de apelación concluyera que la creencia de que "el sexo biológico es real, importante e inmutable" cumplió con la prueba legal de una "posición filosófica genuina e importante" y "no se pudo demostrar que fuera un intento directo de dañar a otros". ." Como tales, estas creencias recibieron protección bajo la Ley de Igualdad.

La sentencia señaló:
Así como el reconocimiento legal de las uniones civiles no niega el derecho de una persona a creer que el matrimonio solo debe aplicarse a las parejas heterosexuales, convertirse en el género adquirido 'para todos los efectos' en el sentido de GRA no niega el derecho de una persona a creer, como el reclamante, que como una cuestión de biología, una persona trans sigue siendo su sexo natal. Ambas creencias bien pueden resultar profundamente ofensivas e incluso angustiosas para muchos otros, pero son creencias que son y deben ser toleradas en una sociedad pluralista.
El resumen continuó diciendo:
Este juicio no significa que aquellos con creencias críticas de género puedan 'equivocar' a las personas trans con impunidad. El Demandante, como todos los demás, seguirá estando sujeto a las prohibiciones de discriminación y acoso en virtud de la [Ley de Igualdad].
El 28 de junio de 2021, la CGDE y la CGD anunciaron que no apelarían la sentencia sobre creencias filosóficas ante el Tribunal de Apelación. En marzo de 2022 se escuchó una audiencia de méritos completa para considerar si Forstater fue discriminado basándose en sus creencias.
En una entrevista con Law Society Gazette en junio de 2021, Peter Daly, representante de Forstater, dijo "Al centro del caso está la creencia en la naturaleza binaria del sexo biológico, lo cual el juzgado ha dejado claro que es una "declaración legal controvertida". El agregó: "Existe una enorme falta de representación. Mi cliente ha sido etiquetada de 'anti-trans', aún cuando muchas personas trans comparten sus creencias (la única persona mujer trans escuchada en el tribunal original dio evidencia del apoyo a sus creencias). Fue reportado que Ms Forstater desatendió o ignoró el género de sus colegas trans  y que se mantuvo en ello. Nada de esto ha pasado, no hubo acciones disciplinarias, ella nunca ignoró el género de sus colegas, y tampoco que ella no estaba enterada de que no tenía colegas trans. Otras personas incorrectamente pronosticaron que una apelación daría el derecho legal a declarar que en su lugar de trabajo las mujeres son inferiores a los hombres (lo cual no es)." The Law Society Gazette también reportó que luego del fallo, Amanda Glassman, vice-presidente ejecutiva de CGD, dijo: "The decision is disappointing and surprising because we believe [the tribunal judge] got it right when he found this type of offensive speech causes harm to trans people, and therefore could not be protected under the Equality Act."
En un artículo en Personnel Today, Darren Newman dijo que el tribunal original había "puesto el listón de 'digno de respeto' demasiado alto. Las únicas creencias que en realidad están excluidas por ese requisito son las creencias más extremas 'similares al nazismo o al totalitarismo o que incitan al odio o la violencia'".
En Scottish Legal News, Louise Usher dijo: 'Como resultado de esta decisión, los empleados con puntos de vista críticos con respecto al género tienen derecho a la protección contra la discriminación y el acoso. Sin embargo, esto no afecta la protección existente contra la discriminación y el acoso en virtud de la EqA [Ley de Igualdad] de 2010 para las personas trans. También es importante tener en cuenta que, como consecuencia de la reciente decisión de Taylor v Jaguar Landrover, aquellos que se identifican como no binarios también tienen derecho a protección. Por lo tanto, corresponde a los empleadores asegurarse de que sus empleados toleren creencias opuestas y actúen de manera no ofensiva hacia los demás".
En un artículo en el Law Society Gazette en julio de 2021, Tess Barrett, abogada, comentó sobre el fallo de apelación, que dijo que "no es un permiso para que aquellos que tienen creencias críticas de género mezclen el género con impunidad y tampoco es una eliminación de derechos transgénero existentes". También dijo: "Mientras que la sentencia anterior silenció efectivamente a quienes tenían puntos de vista críticos con respecto al género, la sentencia EAT significa que no se silencia ninguno de los puntos de vista en el debate transgénero. Cómo se comunican esas creencias es lo que es clave y este juicio no da derecho, y no debería envalentonar, a ninguna de las partes en el debate transgénero a acosar a la otra debido a sus creencias". Dijo que, dado que la CGDE y la CGD no apelarán la sentencia de la EAT, "esto significa que el estatus de las creencias críticas de género como una creencia filosófica protegida es vinculante para los tribunales inferiores y es poco probable que se modifique a menos que el parlamento legisle lo contrario".
La audiencia de méritos completa del caso se llevó a cabo en el Tribunal Laboral en marzo de 2022, presidida por el juez laboral Andrew Glennie. El propósito de esta audiencia era escuchar tanto la cuestión de la condición de empleada de Forstater como los argumentos de por qué no se renovó su contrato.
La representación legal de CGD argumentó que Forstater no calificaba como empleada, según el artículo 83 de la Ley de Igualdad, y que el contrato de Forstater no se renovó debido a la forma en que expresó su creencia. El abogado también hizo referencia a Lee v Ashers Baking Company Ltd y otros, afirmando que exigir a un empleador que "mantenga su asociación con alguien que expresa creencias y opiniones que no quiere expresar" equivalía a un "discurso forzado" contrario a los derechos del empleador en virtud de Artículo 10 de la Ley de derechos humanos de 1998 .
El abogado de Forstater argumentó que había una "relación laboral general" entre CGD y su cliente, haciendo referencia a Addison Lee vs Lange, y que CGD había actuado con prejuicio y falta de tolerancia hacia Forstater, sobre la base de sus puntos de vista críticos con respecto al género. Además, argumentó que aquellos con tales puntos de vista son un "grupo vulnerable, fácilmente estigmatizado por sus creencias", y afirmó que el hecho de que algunos estuvieran "demasiado dispuestos a ofenderse" por estos puntos de vista era una razón de peso para hacer cumplir su protección.
La decisión del tribunal que conoció del fondo del caso en su totalidad, dictada en julio de 2022, fue que Forstater había sido objeto de discriminación directa y también de victimización debido a sus creencias críticas de género. La sentencia de reparación se dictó en junio de 2023, y Forstater otorgó una indemnización de 91.500 libras esterlinas por lucro cesante, daño a los sentimientos y daños agravados, con 14.900 libras esterlinas adicionales añadidas como intereses.